# Fulvio Balatti
Fulvio Balatti   (Mandello del Lario, 3 de gener de 1938 - Mandello del Lario, 27 d'octubre de 2001) fou un remer italià que va competir durant les dècades de 1950 i 1960.
El 1960 va prendre part en els Jocs Olímpics d'Estiu de Roma, on guanyà la medalla de bronze en la prova del quatre amb timoner del programa de rem. Formà equip amb Romano Sgheiz, Franco Trincavelli, Giovanni Zucchi i Ivo Stefanoni. Quatre anys més tard, als Jocs de Tòquio, fou cinquè en la prova del quatre sense timoner.
En el seu palmarès també destaquen quatre medalles al Campionat d'Europa de rem, dues d'or, una de plata i una de bronze, entre el 1958 i el 1964; i una d'or als Jocs del Mediterrani de 1963.